# Hervé Balland
Pour les articles homonymes, voir Balland.
Hervé Balland, né le 7 janvier 1964 à Champagnole (Jura), est un fondeur français vainqueur de la Transjurassienne en 1991 et 1996. Son frère Guy Balland est aussi un excellent fondeur. Il a obtenu une médaille d'argent lors du 50 km des championnats du monde de Falun en 1993. Il a également obtenu une 5e place au 50 km des jeux olympiques d'Albertville en 1992.
À présent loin du monde du ski, il est responsable de la mise en place d'évènements sportifs et culturels, il assure ainsi les représentations du duo Danireg et les dégustations de bleu de Gex.
En 2013, il succède à Jean-Claude Dalloz à la présidence de Trans'Organisation, association loi de 1901 qui organise La Transjurassienne ainsi que la Transju'trail et la Trans'roller. Il démissionne en 2017.

## Palmarès

### Jeux Olympiques
| Épreuve / Édition | Albertville 1992 | Lillehammer 1994 | Nagano 1998 |
| 30 km             |                  | DNF              |             |
| 50 km             | 5e               |                  | 14e         |
| 4 × 10 km         | 8e               | 10e              | 13e         |

### Championnats du monde
| Épreuve / Édition | Val di Fiemme 1991 | Falun 1993 | Thunder Bay 1995 | Trondheim 1997 |
| 10 km             |                    |            |                  | 62e            |
| 25 km Poursuite   |                    |            |                  | 41e            |
| 30 km             |                    |            |                  | 15e            |
| 50 km             | 15e                | Argent     | 10e              |                |

### Coupe du monde
- Meilleur classement final: 23e en 1993.
- Meilleur résultat: 2e.

### Championnats de France
Champion de France Elite :
- Longue distance : 1988
- Relais : 1988

## Vie actuelle
Désormais en retraite du ski de fond et du commerce, il se consacre à sa passion pour la nature.